# Jeranuhi Aslamasjan
Jeranuhi Arschaki Aslamasjan (armenisch Երանուհի Արշակի Ասլամազյան, russisch Ерануи Аршаковна Асламазян; * 15. Apriljul. / 28. April 1910greg. in Basch-Schirak, Oblast Kars; † 4. Februar 1998 in Moskau) war eine armenisch-russische Malerin und Grafikerin.

## Leben
Aslamasjan, jüngere Schwester der Malerin Mariam Aslamasjan, absolvierte die Schule in Alexandropol. Sie studierte 1926–1929 in Jerewan am Technikum für Kunst und Industrie unter der Leitung von Stepan Aghadschanjan. 1931–1937 studierte sie in Leningrad am Repin-Institut für Malerei, Bildhauerei und Architektur bei Alexander Alexandrowitsch Osmjorkin. Sie wurde Mitglied der Künstlerunion der UdSSR. Während des Deutsch-Sowjetischen Krieges widmete sie sich den Problemen der Zeit. Danach arbeitete sie als Kunstlehrerin.
Aslamasjan malte Landschaften, Genrebilder, Stillleben und Porträts. Ihr Porträt Joseph Orbelis (1951) hängt in der Nationalgalerie Armeniens. Auch gestaltete sie Bühnenbilder und arbeitete mit Keramik. 1958 stellte sie in Moskau und Leningrad aus. Ihre Werke befinden sich in Museen in Armenien, Russland und im Ausland, insbesondere in der Moskauer Tretjakow-Galerie, in der Jerewaner Nationalgalerie Armeniens und in der Dresdener Galerie Neue Meister.
In Gjumri wurde ein Museum der Schwestern Aslamasjan eingerichtet.

## Ehrungen
- Verdiente Künstlerin der Armenischen Sozialistischen Sowjetrepublik (1965)

## Werke

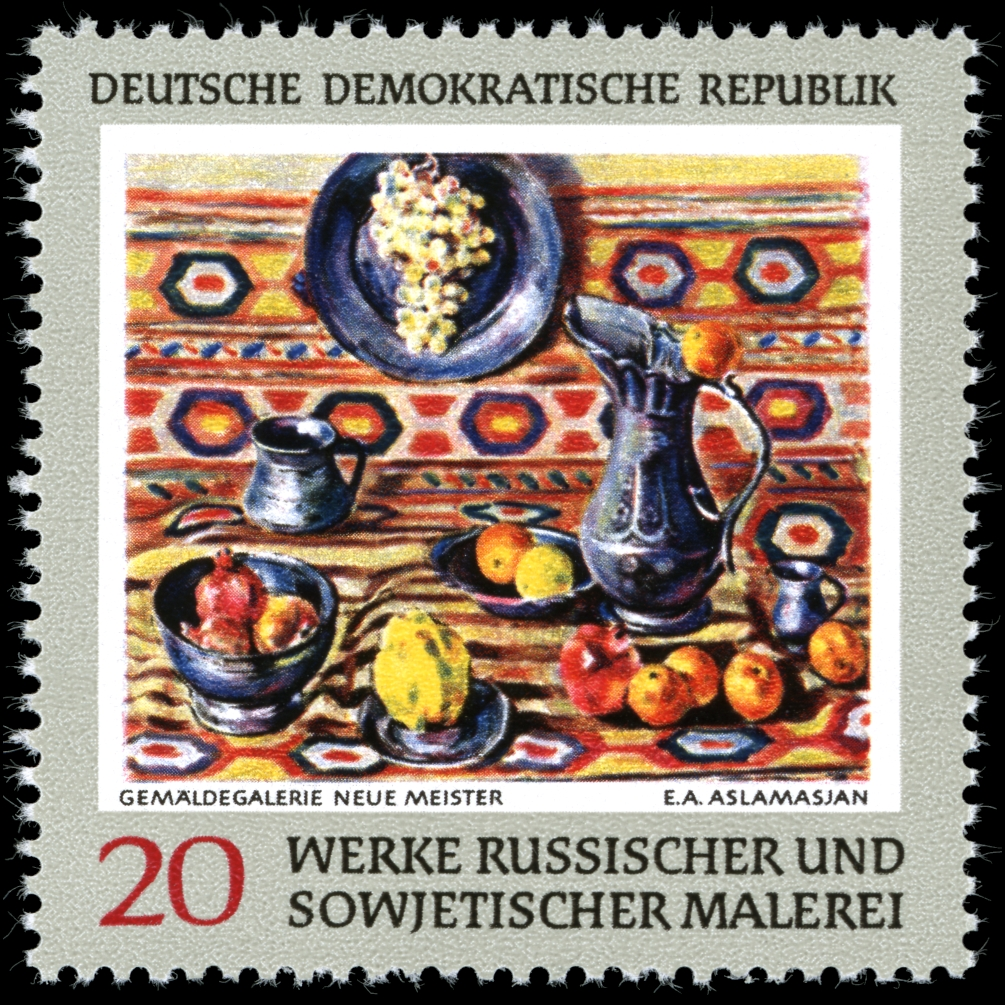
Stillleben, Briefmarke der Post der DDR, 1969
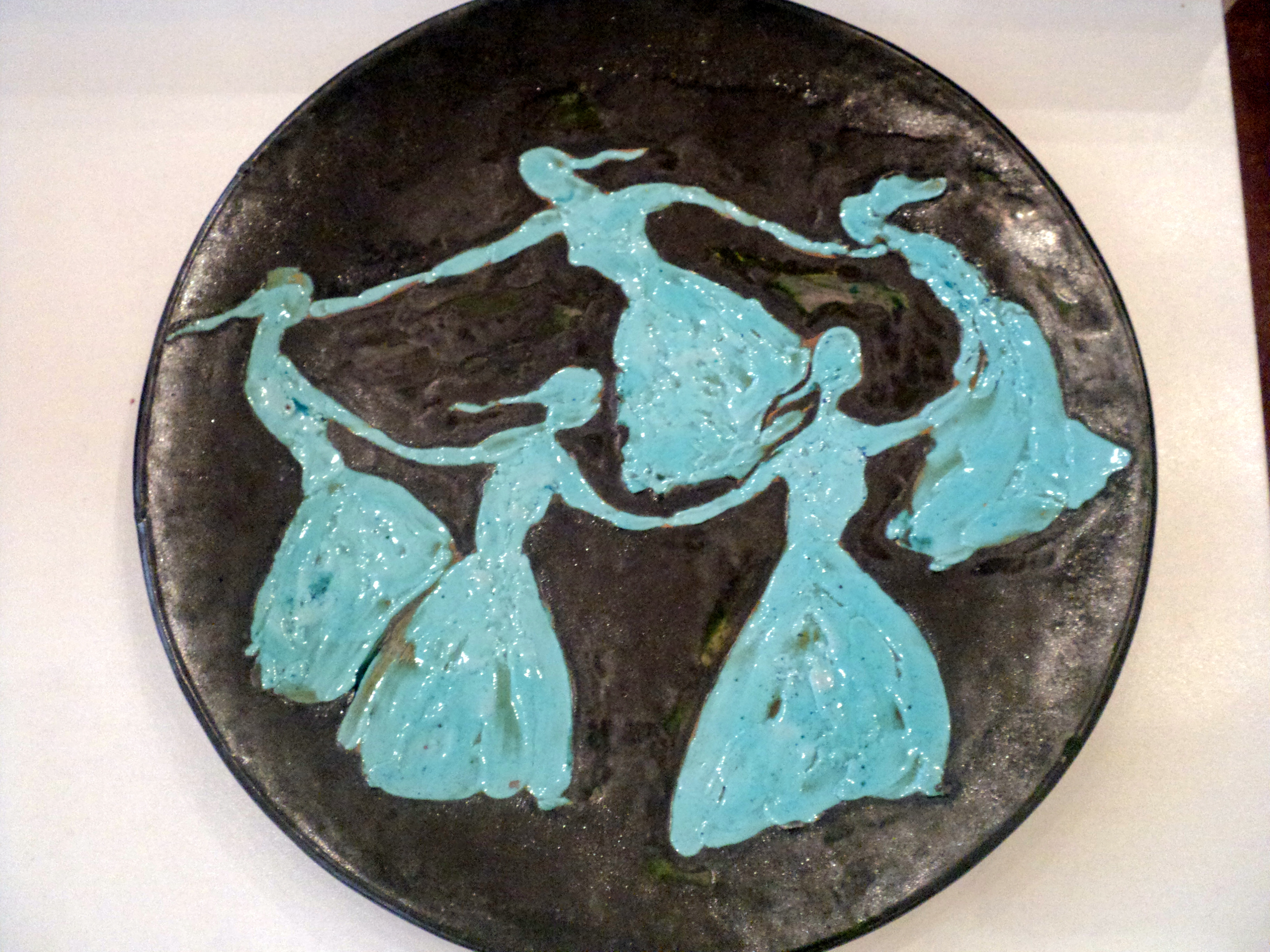
Keramik-Teller, Museum der Schwestern Aslamasjan, Gjumri
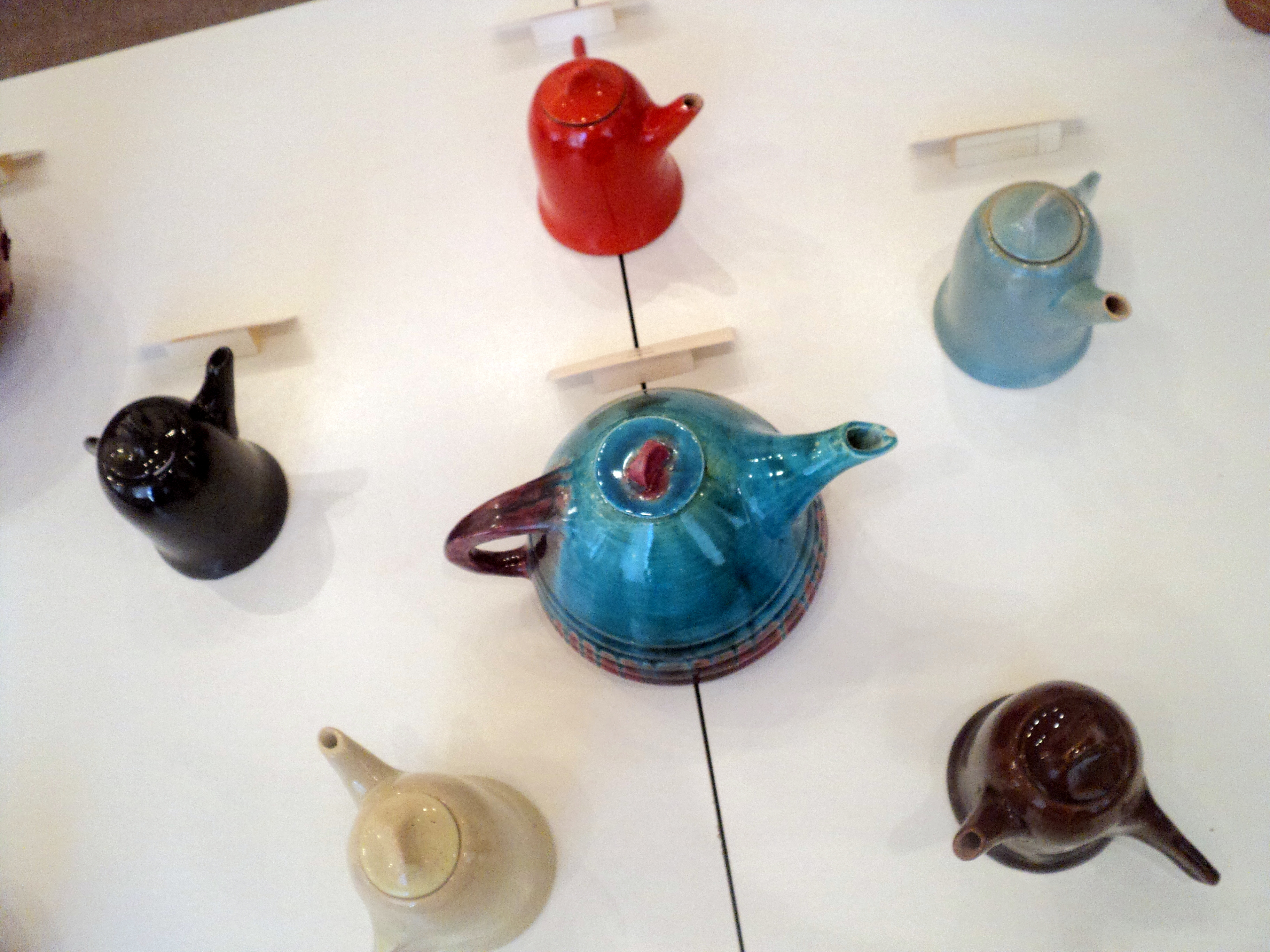
Keramiken, Museum der Schwestern Aslamasjan, Gjumri